# Nazanin Nour
Pour les articles homonymes, voir Nour.
Nazanin Nour (en persan نازنین نور, également romanisé en Nāzanīn Nūr, prononciation persane : [nɒːzæˈniːn nuːɾ]) est une actrice, mannequin et écrivaine américaine. 
Elle apparait dans plusieurs films et émissions de télévision, y compris Madam Secretary,. Elle est l'une des juges de la première saison de Persia's Got Talent, le spin-off persan de l'émission de talents britannique Got Talent, produite à Stockholm,.